# Expedición de Drake de 1587
La expedición de Drake de 1587 fue una expedición militar contra las fuerzas navales que España estaba preparando para invadir Inglaterra. Tuvo lugar entre abril y mayo de 1587, en el contexto de la guerra anglo-española de 1585-1604, comandada por el corsario inglés Francis Drake.
Sin previa declaración de guerra por parte de Inglaterra, la flota de Drake atacó la armada española anclada en la bahía de Cádiz destruyendo gran parte de la flota, desembarcó en el Algarve saqueando varias fortalezas, bordeó la costa portuguesa hasta Lisboa, donde también amenazó la flota de Álvaro de Bazán, y desviándose hacia las Azores capturó una nave de la flota de Indias cargada de riquezas.
Los daños causados por la flota inglesa en la armada española, sin precedentes en la historia militar de ambos países, provocaron una demora de más de un año en los planes españoles de invasión de Inglaterra.

## Contexto
En la segunda mitad del siglo XVI concurrieron una serie de circunstancias económicas, políticas y religiosas que tensaron la relación entre Inglaterra y España:

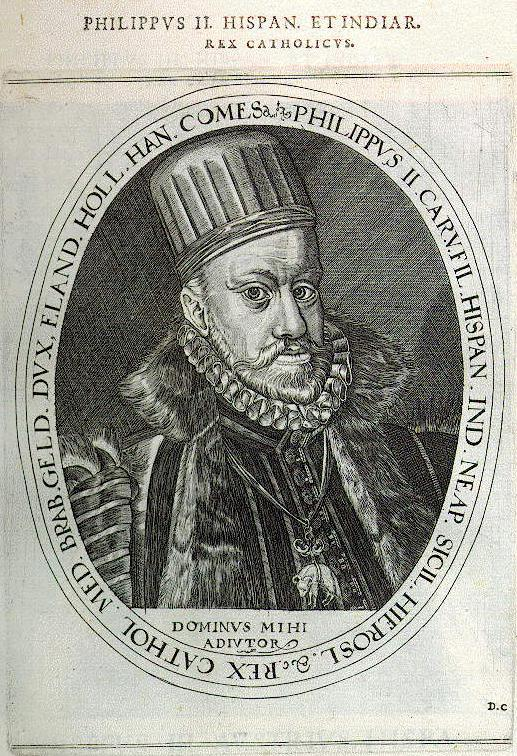
Felipe II.

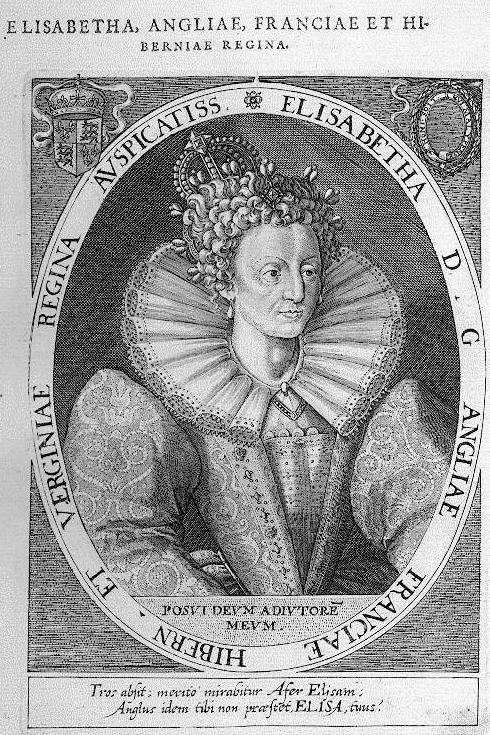
Isabel I.

El protestantismo inglés se enfrentaba al catolicismo español;  Isabel I de Inglaterra había sido excomulgada por el papa Pío V en 1570, y Felipe II de España había firmado en 1584 el tratado de Joinville con la Santa Liga de París, a fin de combatir el protestantismo.
Las constantes expediciones de los corsarios ingleses contra los territorios españoles en las Indias y contra la flota del tesoro, que cargada de riquezas alimentaba las finanzas de la metrópoli, suponían para España una amenaza a sus intereses económicos.
El apoyo inglés a las Provincias Unidas de los Países Bajos, que en esa época mantenían contra España la guerra de los ochenta años para conseguir su independencia de la Corona española, quedó plasmado en el Tratado de Nonsuch de 1585, mediante el cual se pactaba una alianza militar anglo-holandesa contra España. El apoyo inglés a don Antonio, pretendiente al trono portugués (anexionado a España en 1580) era otra fuente de disputas.
El creciente poder del Imperio español, que en 1580 había anexionado el Imperio portugués, estaba en constante expansión en América, y  contaba con el apoyo de los Habsburgo en Alemania y de los príncipes italianos, era considerado por Inglaterra una amenaza para su seguridad.
En 1585 la tensión existente entre ambos países desembocó en la guerra anglo-española (1585-1604).  Felipe II ordenó armar una gran flota militar; la Gran Armada se estaba formando apresuradamente en los puertos españoles de Cádiz y Lisboa con el objetivo de invadir Inglaterra.

## La expedición

### Preparativos

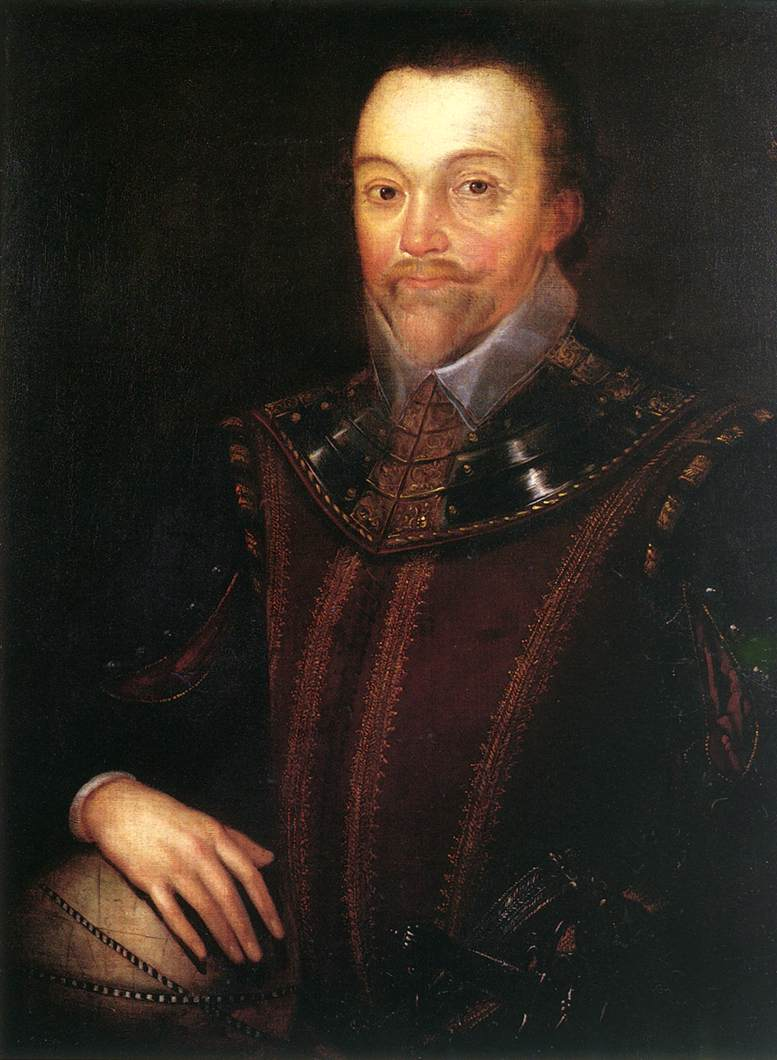
Francis Drake.

Isabel I encargó a sir Francis Drake, corsario inglés destacado en anteriores expediciones navales, el mando de una flota que tendría la misión de inspeccionar los preparativos militares españoles, interceptar sus suministros, atacar la flota y si fuera posible los puertos españoles.
A tal fin la reina puso a disposición de Drake cuatro barcos de la Royal Navy: el Elizabeth Bonaventure, con el propio Drake al mando; el Golden Lyon, capitaneado por William Burroughs; el Rainbow por el capitán Bellingham; y el Dreadnought por el capitán Thomas Fenner.  Otros veinte barcos más, buques mercantes y pinazas armados, se unieron a estos en la expedición.  Los gastos de estos barcos fueron costeados por un grupo de comerciantes de Londres, que participarían de los beneficios en la misma proporción en que hubieran hecho sus aportaciones a la flota; la reina Isabel, como dueña de las cuatro naves de la Royal Navy, recibiría el 50 % de los beneficios.
El 12 de abril de 1587 la flota inglesa zarpó de Plymouth. Siete días después de su partida, la reina enviaría a Drake una contraorden en la que disponía que no se debería llevar a cabo ningún tipo de hostilidad contra la flota o los puertos españoles.  Esta misiva nunca llegó a manos de Drake debido a que el barco que debía entregarla, forzado por vientos contrarios, tuvo que regresar a puerto sin haber podido darle alcance.

### Ataque a Cádiz
A la altura de Galicia fueron dispersados por una tormenta que duró siete días, durante la cual una de las pinazas se fue a pique. Tras reagrupar la flota, encontraron dos naves holandesas de Middelburg, Zelanda, que los informaron de que en Cádiz se estaba preparando una gran flota española de guerra lista para partir a Lisboa.
Al atardecer del 29 de abril la flota inglesa entró en la bahía de Cádiz. En aquel momento había en el puerto sesenta naos, y varios barcos más pequeños.  Tras el avistamiento, otras veinte naves francesas presentes en la bahía y otras embarcaciones pequeñas buscaron refugio en Puerto Real y Puerto de Santa María, al abrigo de los bancos de arena que las grandes naos no podían atravesar.
Juan de Vega, corregidor de Cádiz, mandó aviso a Alonso Pérez de Guzmán, duque de Medina Sidonia, quien llegó desde Sanlúcar esa misma noche para hacerse cargo de la defensa de la plaza.
Las galeras españolas, que en ausencia del adelantado mayor de Castilla estaban bajo el mando de Pedro de Acuña, salieron al encuentro de la flota inglesa, debiendo retirarse hacia Cádiz ante la superioridad inglesa. Los puestos en tierra abrieron fuego de artillería desde la costa contra la flota inglesa con poco éxito, pero sí consiguieron rechazar un intento de desembarco con lanchas en el Puntal.
Durante la noche del 29 y todo el día y la noche siguientes prosiguieron los combates en la bahía. Al amanecer del 1 de mayo los ingleses se retiraron, habiendo destruido entre 23 y 33 naves españolas, sumando entre todas un peso de 10 000 toneladas, además de haber capturado otras cuatro naves llenas de provisiones.

### Portugal

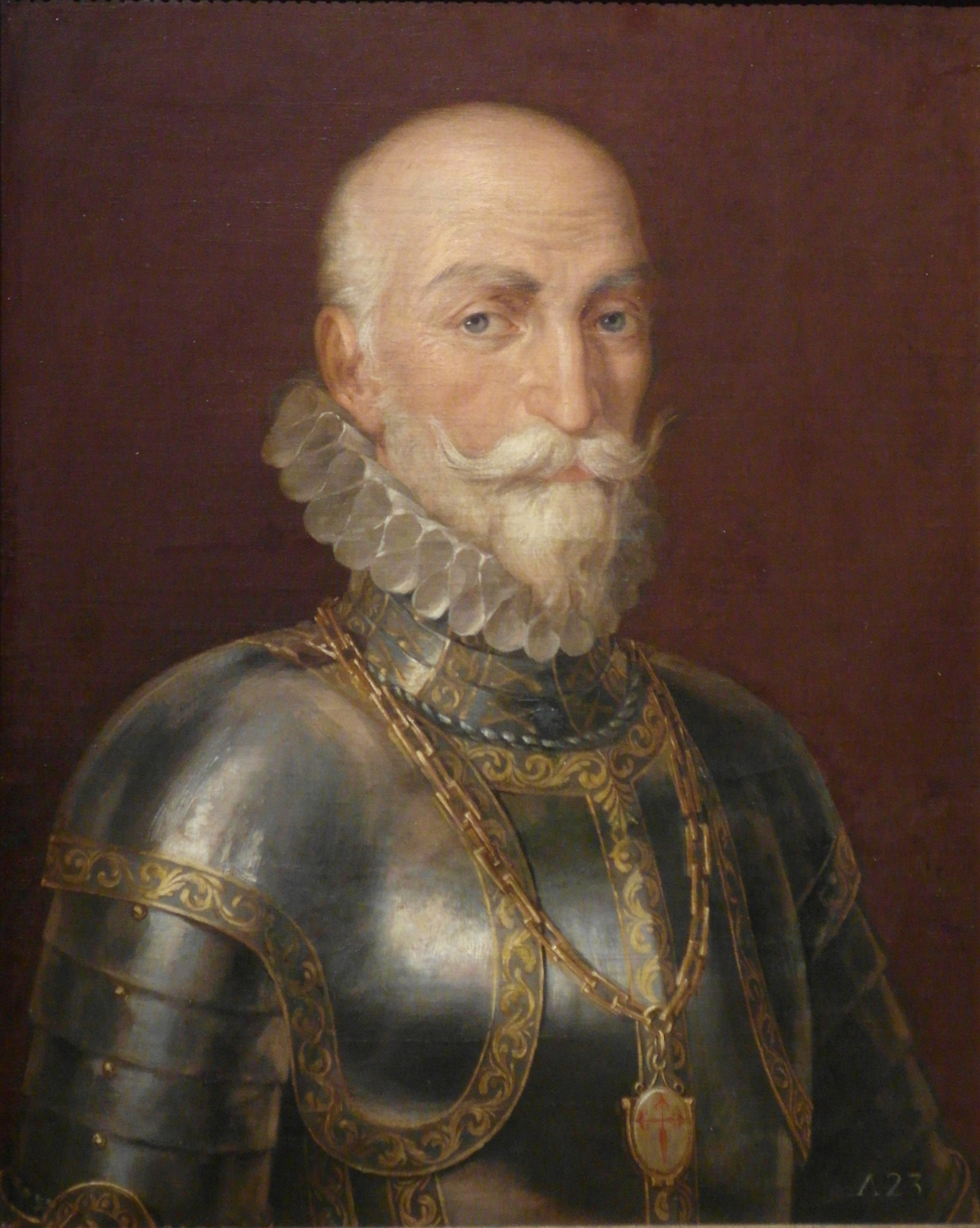
Álvaro de Bazán.

Tras salir de Cádiz la flota de Drake dirigió su rumbo por la costa suroeste de España y Portugal, destruyendo todas las naves que encontraron a su paso, incluidos los barcos pesqueros.  El 14 de mayo desembarcaron 1000 hombres en Lagos, en el Algarve portugués, y asaltaron las fortalezas de Sagres, La Valiera, Beliche y cabo de San Vicente.
De allí se dirigió hacia Lisboa, donde el marqués de Santa Cruz Álvaro de Bazán estaba supervisando la preparación de la flota que debería unirse a la de Cádiz para la invasión de Inglaterra.  La flota inglesa se detuvo en Cascaes, desde donde propusieron a Álvaro de Bazán un intercambio de prisioneros, a lo que este respondió negando tener en su poder ningún súbdito inglés ni estar preparando ninguna acción contra Inglaterra.  Tanto Drake como Bazán rehusaron entrar en combate, el español debido a contar con sólo algunas galeras preparadas, por lo que se limitaron a un intercambio de fuego de artillería entre la flota inglesa y las fuerzas hispano-portuguesas en tierra, que no produjo bajas.
Viendo Lisboa difícil de asaltar, Drake ordenó levar anclas, marchando nuevamente hacia Sagres, donde la tropa inglesa se abasteció de agua, manteniendo algunos enfrentamientos con las carabelas españolas que habían salido en su persecución desde Cádiz. El 2 de junio los heridos y enfermos ingleses fueron evacuados hacia Inglaterra. Esa misma noche comenzó una tormenta que les impidió la navegación durante tres días.
La decisión de desembarcar en el Algarve, considerada innecesaria y peligrosa por el segundo al mando, capitán William Burroughs, y los planes de Drake de navegar hacia la isla Terceira, llevaron a Burroughs a discutir las órdenes de Drake, lo que impulsó a este a relevar a aquel del mando y ponerlo bajo arresto.  Burroughs sería enviado de vuelta a Inglaterra, quedando Drake con solo nueve naves.

### En las islas Azores
El 8 de junio la flota de Drake avistó a veinte leguas de la isla de San Miguel la carraca portuguesa San Felipe, que procedente de la India venía cargada de riquezas, y tras un breve intercambio de fuego, la capturaron (ésta sería la primera nave capturada en el camino de regreso de las Indias). Tras apoderarse del San Felipe y de la enorme fortuna que cargaba en oro, especias y seda, estimada en 108 000 libras (de las que el 10 % fueron para el propio Drake), la flota inglesa regresó a Inglaterra, llegando el 6 de julio. Bazán había conseguido por fin reunir una flota y salir en busca de Drake, pero llegó demasiado tarde y no lo encontró en su búsqueda.

## Consecuencias
La expedición liderada por Francis Drake puede considerase relativamente exitosa: Las pérdidas económicas y materiales causadas entre la flota española por el ataque inglés provocaron que los planes españoles de invasión de Inglaterra hubieran de ser pospuestos más de un año.  No sería hasta agosto de 1588 cuando la Gran Armada estuviera lista para partir hacia las islas británicas.
Los documentos incautados por los ingleses en la captura del San Felipe, donde se detallaba el tráfico marítimo con las Indias Orientales y lo lucrativo del comercio en la zona, servirían años después como base para la fundación de la Compañía Británica de las Indias Orientales.